# Forêt de Châteauneuf-la-Forêt
Ne doit pas être confondu avec la forêt de Châteauneuf-en-Thymerais.
La forêt de Châteauneuf-la-Forêt ou forêt de Châteauneuf est une forêt située en France dans le sud-est du département de la Haute-Vienne, sur le rebord occidental du Massif central, près de la commune de Châteauneuf-la-Forêt.
Dans l'histoire régionale, la forêt de Châteauneuf est principalement connue pour avoir abrité des hommes du maquis du Limousin, dirigés par le résistant Georges Guingouin, libérateur de Limoges.

## Description
La forêt de Châteauneuf se situe au sud-est du département de la Haute-Vienne, sur la bordure occidentale de la montagne limousine, à environ 30 km au sud-est de Limoges, et 2 à 3 km au sud-est du bourg de Châteauneuf-la-Forêt, à qui elle doit son nom et à qui elle donne aussi son nom sous la forme d'un complément toponymique.
La forêt de Châteauneuf-la-Forêt ne dispose pas de limites clairement définies. Elle s'étend globalement le long de la crête principale qui forme l'extension septentrionale du massif du mont Gargan, et qui descend depuis le sommet du même nom, situé 3 km au sud-est de l'extrémité méridionale de la forêt, jusqu'à la Combade, limite nord de la forêt. La forêt s'étend donc du sud vers le nord sur environ 8 km le long de cette crête, entre 650 et 350 m d'altitude environ. D'est en ouest, elle s'étend sur 1 à 2,5 km en moyenne.
Sur le plan administratif, la forêt est principalement comprise dans le périmètre des communes de Châteauneuf-la-Forêt, La Croisille-sur-Briance et Sussac. Au sud-ouest, elle mord sur celle de Saint-Méard, et au nord-est, sur celle de Sainte-Anne-Saint-Priest. Au sud, elle est comprise en partie dans le périmètre du parc naturel régional de Millevaches en Limousin, auquel La Croisille-sur-Briance et Sussac appartiennent.

## Histoire
La forêt de Châteauneuf apparaît clairement sur les cartes anciennes du secteur, comme la carte de Cassini ou la carte d'état-major du XIXe siècle.
Pendant la Seconde guerre mondiale, la forêt de Châteauneuf est un haut-lieu du maquis du Limousin. Les résistants dirigés par Georges Guingouin s'y établissent, dès le début de l'année 1943. Plusieurs sabotages visant l'ennemi sont élaborés depuis la forêt, notamment l'enlèvement d'explosifs à la mine de Puy-les-Vignes à Saint-Léonard-de-Noblat en janvier 1943, ou l'explosion d'une pile du viaduc de Bussy-Varache en mars. La bataille du Mont Gargan constitue le point d'orgue de l'affrontement entre l'occupant du Troisième Reich et de la Milice française et les maquisards.
La cache de Guingouin, réhabilitée, est visible dans la forêt.

## Gestion
L'essentiel de la forêt relève de la propriété privée. Quelques sections sont toutefois propriété publique : forêt départementale de Châteauneuf-la-Forêt, forêt communale de Châteauneuf-la-Forêt, forêts sectionales d'Amboiras, de la Chabassière et Echyzadour, du Poumeau et du Chatenet. 